# Pirateria cinematogràfica
L'Associació Cinematogràfica (Motion Picture Association o MPA) descriu la pirateria de pel·lícules com la presa, copia o utilització no autoritzada de materials amb drets d'autor sense permís.

## Història
La història de la pirateria de pel·lícules està relacionada amb les tecnologies que avancen constantment. Els equips de vídeo, DVD i Internet han tingut un paper molt important en la obtenció i venta de pel·lícules de forma il·legal.
La pirateria de pel·lícules va començar amb el procés conegut com a "ripping", en què els pirates anaven al cinema i utilitzaven càmeres de vídeo per copiar les pel·lícules que es projectaben. El problema d'aquesta via era principalment que el so obtingut a través del micròfon de la càmera era de mala qualitats, ja que s'escoltaven els sorolls del públic de la sala. Tot i així, un cop enregistrada la pel·lícula durant l'estrena, aquesta es penjava a Internet.
Per tal de trobar una solució a aquest problema els pirates van sincronitzar aquests rippings amb una segona gravació. Aquestes sincronitzacions utilitzen micròfons professionals sense el públic del cinema. Són capturats directament del sistema de so del cine o de les transmissions de radio FM. D'aquesta manera, van aconseguir millorar la qualitat de l'àudio.
Un altre mètode per piratejar pel·lícules consisteix en copiar DVDs promocionals. Les companyies de les pel·lícules acostumen a llençar còpies promocionals amb la finalitat que els crítics i la gent de la indústria les vegi amb antelació. Els pirates doncs eliminen el missatge que diu "Només per ús com a còpia promocional" i el llencen com a DVD.
Tal com veiem l'era digital ha donat peu a una gran quantitat de maneres de robar. Actualment les connexions de televisió proporcionen la manera més comuna per piratejar pel·lícules. Una subscripció de TV, una reproducció de transmissió digital i els rippings de HDTV són cada vegada més populars amb l'avanç del satèl·lit i la TV d'alta definició (HDTV). Aquesta qualitat fins i tot pot ser millor que la qualitat de DVD.

## Xifres de pel·lícules piratejades
Segons un estudi de "El Observatorio de la piratería", dut a terme per la consultora GFK a petició de la Coalició de creadors i indústries de continguts, durant l'any 2015 un total de 878 milions de pel·lícules van ser piratejades, xifra superior a la de l'any anterior.
La Motion Pictures Association of America (MPAA) va publicar un detallat informe sobre la pirateria titulat “El cost de la pirateria” on es detallen els diferents països amb major índex de descàrregues i compres il·legals de pel·lícules. Aquests són: Xina amb un 90% de còpies il·legals, seguit de Rússia, Tailàndia i Hongria amb més d'un 75%. Entre un 55 i un 65% trobem països com Mèxic, Polònia i Taiwan, i amb menys d'un 30% Espanya, Índia i Itàlia. Però això és una dada percentual que a l'hora de traduir-se en xifres canvia de manera substancial.
Segons la MPAA, Mèxic seria el país que produiria més pèrdues als sis grans estudis de Hollywood: un total de 483 milions de dòlars. Seguit d'aquest país estaria Gran Bretanya, amb més 400 milions i França, amb 380 milions en pèrdues. Arxivat 2017-10-17 a Wayback Machine.

## Llei de Propietat Intel·lectual 2015
El primer dia de l'any 2015 va entrar en vigor una nova llei de la Propietat Intel·lectual aprovada el 30 d'octubre pel Partit Popular. Aquesta llei endureix la persecució contra la pirateria, sobretot contra les pàgines de descàrregues que difonen continguts protegits pel copyright. D'aquesta manera, es castiga el fet de facilitar enllaços. Els continguts en streaming queden eliminats de la definició de copia privada. Això ha comportat que pàgines que estan en el punt de mira de la llei hagin optat per retirar els seus enllaços il·legals. Les sancions oscil·len entre la mínima de 150.000 euros i la màxima de 600.000.

## Conseqüències de la pirateria
La pirateria afecta els creadors, als treballadors i a l'Estat. Per un costat afecta els creadors de les obres, ja que les ventes il·legals afecten a la seva font principal d'ingrés. Per una altra banda afecta els treballadors de totes les indústries culturals donat que la pirateria substitueix la producció de productes originals i treballs. Finalment, afecta a l'Estat, ja que les activitats relacionades amb la pirateria es duen a terme al marge del sistema establert, cosa que comporta que no es cobrin els impostos que es reinvertirien en el desenvolupament cultural.
- Repercussions en la creativitat. La pirateria pot conduir a l'èxode de creadors talentosos, la qual cosa priva als països de la riquesa que representa la creativitat local.
- Repercussions en les indústries culturals i el desenvolupament. La pirateria destrueix les bases de les empreses culturals locals i influeix de manera negativa en les seves elacions amb els associats estrangers. A més a més, afecta la indústria legal, la qual no pot competir de manera justa amb els baixos preus derivats de l'activitat il·lícita. Per tant, el desenvolupament econòmic també es veu afectat.
- Repercussions en el treball. Els productes piratejats comporten un estancament de la indústria legítima que al seu torn ofereix menys treballs.

Tot i això, sempre trobem l'altra cara de la moneda i és que existeixen teories i estudis que defensen que la pirateria cinematogràfica no és la culpable de tots els mals de les indústries culturals, tot i tractar-se d'una pràctica al marge de la llei. Un estudi de la Universitat de Kansas revela dades sorprenents sobre l'impacte que una còpia pirata pot arribar a tenir en una estrena cinematogràfica. A través de l'anàlisi d'alguns dels casos de pirateria més rellevants dels últims anys, l'informe revela que no tot és com semblava. De la mateixa manera que l'estrena en sales d'una pel·lícula es pot veure perjudicat per l'existència d'una còpia il·legal compartida a Internet, també es pot veure afavorit.
L'estudi assegura que "les còpies que apareixen a Internet abans de l'estrena d'una pel·lícula són de pitjor qualitat que l'original". Un fet que converteix la reproducció anticipada disponible a la xarxa en una opció pitjor, encara que més assequible. L'efecte que arribi a causar a la producció, per norma general, és negatiu.
Les dades estimades que es presenten en l'informe indiquen que l'impacte de la pirateria, comparat amb casos en què no es produeixen còpies il·legals, és molt feble i no arriba a ser més que "un dany superficial", fins i tot en els pitjors casos. L'espectador, conscient del dèficit de qualitat de la còpia, en molts casos prefereix l'original, que "serà projectada en una sala amb gran qualitat d'imatge i un bon equip de so".
Però encara hi ha més, l'informe notifica que hi ha casos especials. Hi ha ocasions en què una còpia pirata prèvia pot arribar a beneficiar la pel·lícula d'origen. En l'estudi s'especifica que hi ha exemples de còpies il·legals que, en arribar a Internet pocs dies abans de l'estrena del film aconsegueixen crear més expectatives i, per tant, motiven l'èxit.

## Nombres de pirateria
Pel que fa a pirateria cinematogràfica, es podria parlar de la ficció audiovisual com a major objecte de desig dels internautes. Hi ha títols que han acumulat més de 40 milions de descàrregues il·legals el 2015, com les pel·lícules Interstellar (2014) amb gairebé 47 milions de descàrregues; la sèrie de pel·lícules Fast and Furious, amb gairebé 45 milions de descàrregues o Els Venjadors (Avengers), amb 41'5 milions.
Les sèries més piratejades fins al moment són Joc de Trons (amb 14'5 milions el 2015, porta 4 anys al capdavant de la llista), The Walking Dead, amb gairebé 7 milions i The Big Bang Theory, amb gairebé 4'5 milions de descàrregues il·legals.